# Dieter Mayer (Musiker)
Dieter Mayer (* 18. Oktober 1950 in Hanerau-Hademarschen) ist ein deutscher Orchesterleiter und Arrangeur.

## Leben und Karriere
Dieter Mayer besuchte die Volksschule und das Gymnasium in Rendsburg. Er interessierte sich früh für Musik und lernte autodidaktisch Gitarre spielen. Mit steigenden Interesse an der Musik nahm das Interesse an den schulischen Leistungen ab, er konzentrierte sich vor allem auf die Musik. Während der Schul- und Lehrzeit spielte er in verschiedenen Beat- und Rockbands E-Bass. In Rendsburg hatte sich in dieser Zeit eine Swing Big Band gegründet. Mayer bewarb sich erfolgreich als Bassist und wurde Mitglied der Band.
1982 gründete er seine eigene Band, die „Mayers Big Band“. Tipps und Ratschläge fürs arrangieren gab ihm kein geringerer als James Last. Die Band hatte Auftritte bei der Kieler Woche, in England, Tschechien und der DDR (u. a. in Parchim) Es folgten Studioaufnahmen für eine LP und später eine CD. Für Auftritte konnte er Joy Fleming und Su Kramer als Gastsängerinnen gewinnen. Weitere Special-Guests waren unter anderem Pitti Hecht von den Scorpions als Perkussionist und Schlagzeuger, sowie "Boogie-Man" Marius Labsch bei den Auftritten der Big Band.
2000 zog er mit Frau und Kind nach Mallorca. 2005 kehrte nach der Trennung von seiner Frau nach Deutschland zurück.
2007 zog Mayer nach Hildesheim und gründete dort eine Musikschule für Rock und Popmusik. Mit Musikern aus der Region machte er weiter mit seinem Big-Band Konzept. Er spielte bei der „Jazztime“, in der Uni Hildesheim und in der Gebläsehalle Ilsede. Um den Sound weiterzuentwickeln, fügte er der Band ein Streichorchester bei. 
2023 kehrte Mayer nach Rendsburg zurück und gab dort nach 19 Jahren wieder in der Nordmarkhalle ein Konzert.

## Arrangements (Auszug)
- New York, New York (Frank Sinatra, instrumental)
- My way (Frank Sinatra, vocal)
- Sir Duke (instrumental Stevie Wonder)
- Thank You for the Music (ABBA, vocal)
- The Winner Takes It All (ABBA, vocal)
- Miss Marple (Titelmelodie der gleichnamigen Serie, instrumental)
- Music (John Miles, vocal)
- Hey Jude (The Beatles)
- Ave Maria (Franz Schubert)
- Griechischer Wein (Udo Jürgens)
- Udo Jürgens Medley (Ich war noch niemals in New York / New York New York)
- Hinterm Horizont (Udo Lindenberg)
- James Last Rock Medley
- All You Need Is Love (The Beatles)
- Ich gehör nur mir (Pia Douwes)
- Knock on wood (Amii Stewart, vocal)
- Er gehört zu mir (Marianne Rosenberg, vocal)
- Tears in Heaven (Eric Clapton, vocal)

Quellen

## Auftritte Mayers Big Band (Auszug)
- 2023, Jubiläumskonzert 40 Jahre Mayers Big Band, Nordmarkhalle Rendsburg[9]
- 2019, WELTHITS der Rock & Pop-Geschichte, Nordmarkhalle Rendsburg[10]
- 2018, WELTHITS der Rock & Pop-Geschichte, Audimax Hildesheim
- 2017, 20 Jahre Gleitz Events: Starts im Big Band Sound, Gebläsehalle Ilsede[11]
- 2016, 1. Hildesheimer Night of the Proms, Jim + Jimmy
- 2014, Marktplatz Hildesheim
- 2013, Vier Linden, Hildesheim[12]
- 2013, Von ABBA bis ZAPPA, Popular-Musik im Bigband-Sound, Gebläsehalle Ilsede
- 2012, Jazztime, Hildesheim